# Isola di Barrow
L'isola di Barrow (in inglese Barrow Island) è un'isola dell'Australia.

## Geografia
L'isola di Barrow appartiene allo Stato federale del Western Australia e si trova a 50 km a nord-est dalla costa nell'oceano Indiano; con i suoi 202 km² quest'isola è la seconda per dimensione del Western Australia dopo l'isola di Dirk Hartog, le sue dimensioni sono 27 km di lunghezza per 11,5 di larghezza.

## Storia recente
Alcuni navigatori avevano già notato l'esistenza dell'isola agli inizi del XVII secolo, Nicolas Baudin la vide nel 1803. ma pensò erroneamente che non fosse un'isola bensì parte della terraferma australiana; solo 13 anni dopo, nel 1816, Phillip Parker King diede all'isola il nome corrente in onore di Sir John Barrow il fondatore della Royal Geographical Society.
L'isola non mostra traccia di indigeni australiani e fino allo scorso secolo è sempre stata disabitata principalmente a causa della carenza d'acqua.
I balenieri, comunque, operavano in quest'area dal 1800 in poi; la prima visita registrata dei balenieri risale al 1842 con altre visite fino al 1864. L'isola di Barrow fu anche usata come centro di smistamento per gli schiavi aborigeni negli anni settanta del 1800 dal capitano Francis William Cadell finché non fu arrestato e rimosso dalla colonia nel 1876. Gli schiavi erano impiegati nella terraferma per l'industria delle perle.
Nel 1880 furono trovati nell'isola anche depositi di guano che ha cominciato ad essere scavato ed estratto nel 1883 e venduto ai mercati di Perth.
Nel 1964 la West Australian Petroleum Pty Ltd scoprì estesi giacimenti di petrolio. Nel 1995 erano presenti 430 siti di estrazione di petrolio e gas.
Il 10 aprile 1996 durante il passaggio del ciclone Olivia sull'isola di Barrow è stata registrata la raffica di vento più veloce della storia: 408 km/h.